# 南芦屋浜パーキングエリア
南芦屋浜パーキングエリア（みなみあしやはまパーキングエリア）は、兵庫県芦屋市海洋町（西宮市境付近）の阪神高速道路5号湾岸線上にあるパーキングエリアで、神戸（六甲アイランド）方面のみ利用でき、トレーラーは駐車できない。
2019年3月19日、南芦屋浜本線料金所跡地に開設された。
同日に開設された尼崎パーキングエリアと同じく、阪神高速では初となるサンドイッチやおにぎりといった軽食の自動販売機を設置している。

## 道路
- 阪神高速5号湾岸線

## 周辺
- 潮風大橋
- 浜風大橋
- ベルポート芦屋
- 芦屋市総合公園
- 新西宮ヨットハーバー

## 施設

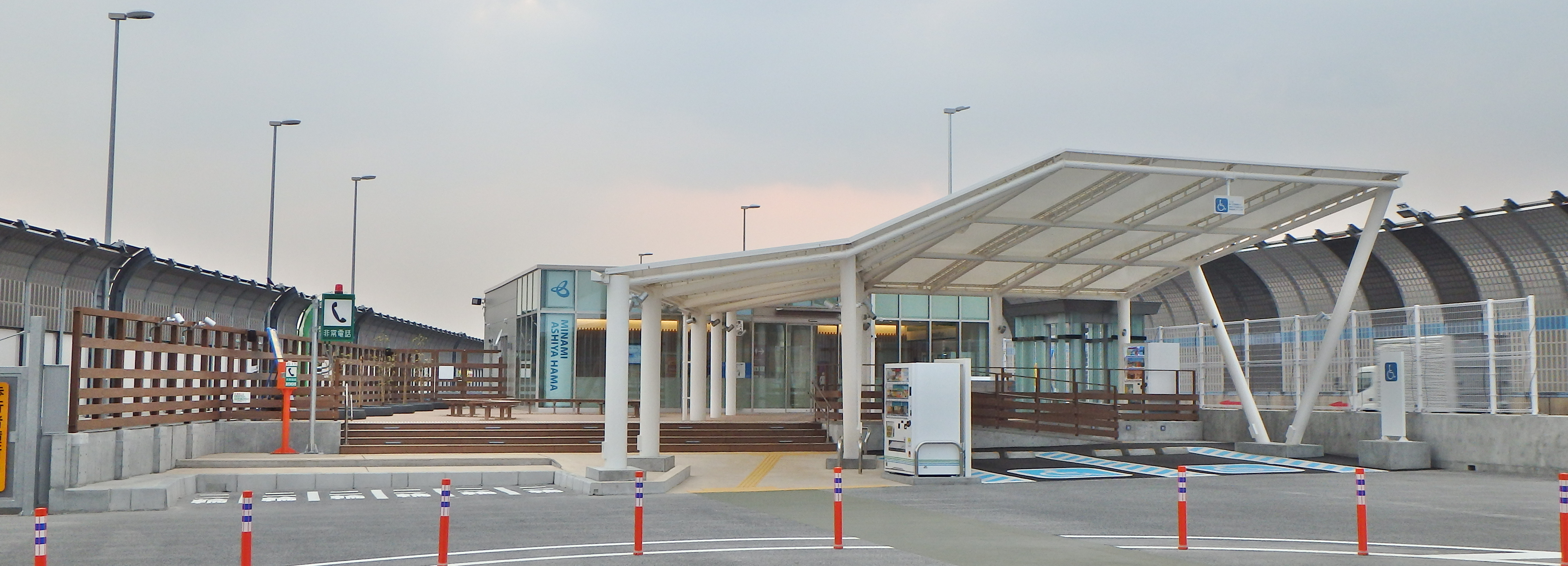
パーキングエリア施設

施設は高架上にあり、建物は1階建て

### 神戸（六甲アイランド）方面
- 駐車場（トレーラー駐車不可・看板あり）
  - 大型6台
  - 小型13台
  - 障がい者用2台
  - 二輪車用あり
- スモーキングエリア
- 自動販売機(ジュース類)

施設内
- トイレ 男2(洋2)・小5 女5(洋5)同伴の男児用1 車椅子1
- 無料休憩所
- 自販機コンビニ（ファミリーマート）
- 道路交通情報ターミナル
- ETC利用履歴発行プリンター

## 歴史
- 2019年（平成31年）3月19日 - 開業。

## 隣
阪神高速5号湾岸線
(5-10)西宮浜出入口 - 南芦屋浜TB（廃止）/南芦屋浜PA（下り線のみ） - (5-11)南芦屋浜出入口